# Верица Недељковић
Верица Недељковић (Придворица, 16. септембар 1929 — Београд, 13. децембар 2023) била је југословенска и српска шахисткиња са титулом Велемајстор ФИДЕ (0д 1977). Шестострука је победница Југословенског женског првенства у шаху. Најбољи ранг имала је 1959. године, када је била трећа у свету.
Прва је жена инжењер бродоградње у Југославији. Била је професор на Машинском факултету у Београду, где је и магистрирала 1974. године.

## Биографија

### Шаховска биографија
Верица Недељковић, рођена Јовановић, шахом је почела да се бави у гимназији и чачанском шаховском клубу „Борац”. По одласку на студије у Београд, учланила се у шаховски клуб Црвена звезда, у којем је и данас. Била је једна од водећих југословенских шахисткиња од средине 1950-их до краја 1960-их. Верица Недељковић је шест пута освајала Југословенско женско првенство у шаху: 1950, 1951, 1952, 1953, 1958 и 1965. Победница је многих међународних женских турнира у шаху, укључујући два пута заредом у Београду (1961, 1962). На првенству Југославије у Скопљу 1950. године добила је титулу националног мајстора. На Међународном турниру у Херцег Новом 1954. године, понела је титулу Интернационалног мајстора ФИДЕ. Како је титула Велемајстора ФИДЕ уведена тек 1977. године, добила је и њу након успостављања, и то за резултате постигнуте на Турниру кандидаткиња у Пловдиву 1959. године, када је била друга. Овај успех касније су поновиле Милунка Лазаревић и Алиса Марић и он уједно представља највећи домет српског женског шаха. Посебан успех Верица Недељковић је постигла 1962. године на шаховском турниру у Ријеци. Тада је победила актуелну светску првакињу у шаху, Нону Гаприндашвили и актуелну изазивачицу првакиње, Алу Кушнир.

#### Шаховска олимпијада за жене
Верица Недељковић два пута је била члан тима Југославије на Шаховској олипмпијади за жене.
На другој Шаховској олимпијади за жене у организацији ФИДЕ, одржаној у Сплиту, 1963. године, у екипи Југославије биле су Милунка Лазаревић, Верица Недељковић и Катарина Јовановић Благојевић. Верица Недељковић освојила је тада златну медаљу добивши свих 12 играних мечева. Тим Југославије освојио је друго место, са пола бода мање од тима Совјетског Савеза који је био први.
На трећој Шаховској олимпијади за жене, одржаној 1966. године у Оберхаузену, Верица је такође била члан тима. Југославија је тада освојила 4. место.

#### Турнири кандидата
Верица Недељковић је 5 пута учествовала на Турниру кандидата за одређивање изазивача за титулу Светског првака:
- 1955. године, у Москви, заузела је 6. место[6]
- 1959. године у Пловдиву, заузела је 2. место[7]
- 1961. године у Врњачкој Бањи, делила 4-6. место[8]
- 1964. године у Сухумију, заузела 9. место[9]
- 1967. године у Суботици, заузела 6. место[10]

### Инжењер бродарства
Студије машинства почела је 1947. године. Дипломирала је 1955. године као прва жена дипломирани инжењер бродоградње у Југославији. Магистрирала је 1974. године. Била је запослена у Југословенском речном бродарству, али је радила и на Машинском факултету Универзитета у Београду. Аутор је и коаутор многобројних књига на тему Отпорности материјала, предмета који је предавала на Машинском факултету.

## Породица
Била је удата за шаховског велемајстора, кардиолога и професора на Медицинском факултету у Београду, Срећка Недељковића (1923 - 2011). Уз подршку Ректората Београдског универзитета, Верица и Срећко Недељковић, покренули су шаховски турнир студената и студенткиња Универзитета у Београду под називом „Трофеј Верице и Срећка Недељковића”, који се игра од 2008. године.
Има два сина, Милоша и Владимира Недељковића.

## Награде и признања
Поред бројних шаховских титула, Верица Недељковић добила је 2007. године од Владе Србије Национално спортско признање за посебан допринос и афирмацију спорта. Од матичног клуба у којем је провела деценије, Црвене звезде, добила је „Награду за животно дело Спортског друштва Црвена звезда”, 2016. године.